# Beau-James Wells
Beau-James Wells (* 17. November 1995 in Dunedin) ist ein neuseeländischer Freestyle-Skier. Er startet in den Freestyledisziplinen.

## Werdegang
Wells nimmt seit 2009 an Wettbewerben der AFP World Tour teil. Sein Debüt im Weltcup hatte er im Dezember 2011 in Copper Mountain, welches er auf den 32. Platz im Halfpipe-Wettbewerb beendete. Im Januar 2012 wurde er bei den Olympischen Jugend-Winterspielen in Kühtai Vierter auf der Halfpipe. Bei den Freestyle-Skiing-Weltmeisterschaften 2013 in Voss belegte er den 13. Platz auf der Halfpipe und den achten Rang im Slopestyle. Zu Beginn der Saison 2013/14 kam er im Big Air beim One Hit Wonder Down Under in Thredbo auf den dritten Platz und auf der Halfpipe bei den New Zealand Freeski Open in Cardrona auf den zweiten Platz. Bei seiner ersten Olympiateilnahme 2014 in Sotschi erreichte er den 21. Rang im Slopestyle und den sechsten Platz im Halfpipe-Wettbewerb. Im März 2014 wurde er in Chiesa in Valmalenco Juniorenweltmeister in der Disziplin Halfpipe. Die Saison beendete er auf dem zweiten Platz in der AFP World Tour Gesamtwertung. In der Saison 2014/15 belegte er auf der Halfpipe bei den New Zealand Freeski Open in Cardrona den zweiten Platz und bei der US Revolution Tour in Copper Mountain den dritten Rang. Bei den Juniorenweltmeisterschaften 2015 in Chiesa in Valmalenco gewann er Silber im Slopestyle und Gold im Halfpipe-Wettbewerb. Bei den Olympischen Winterspielen 2018 in Pyeongchang wurde er mit 91,6 Punkten Vierter.